# ビザンツの服飾
ビザンツの服飾(ビザンツのふくしょく、ギリシア語: Βυζαντινό ένδυμα)とは、5世紀から15世紀までの東ローマ帝国（ビザンツ帝国）版図周辺で使用された服装を指す。
同時代の他国の文化と同様に、東ローマ帝国では、衣装は着用者の社会的位置を示す指標として機能し、その種類・形・色・量が法によって規制された。

## 特徴

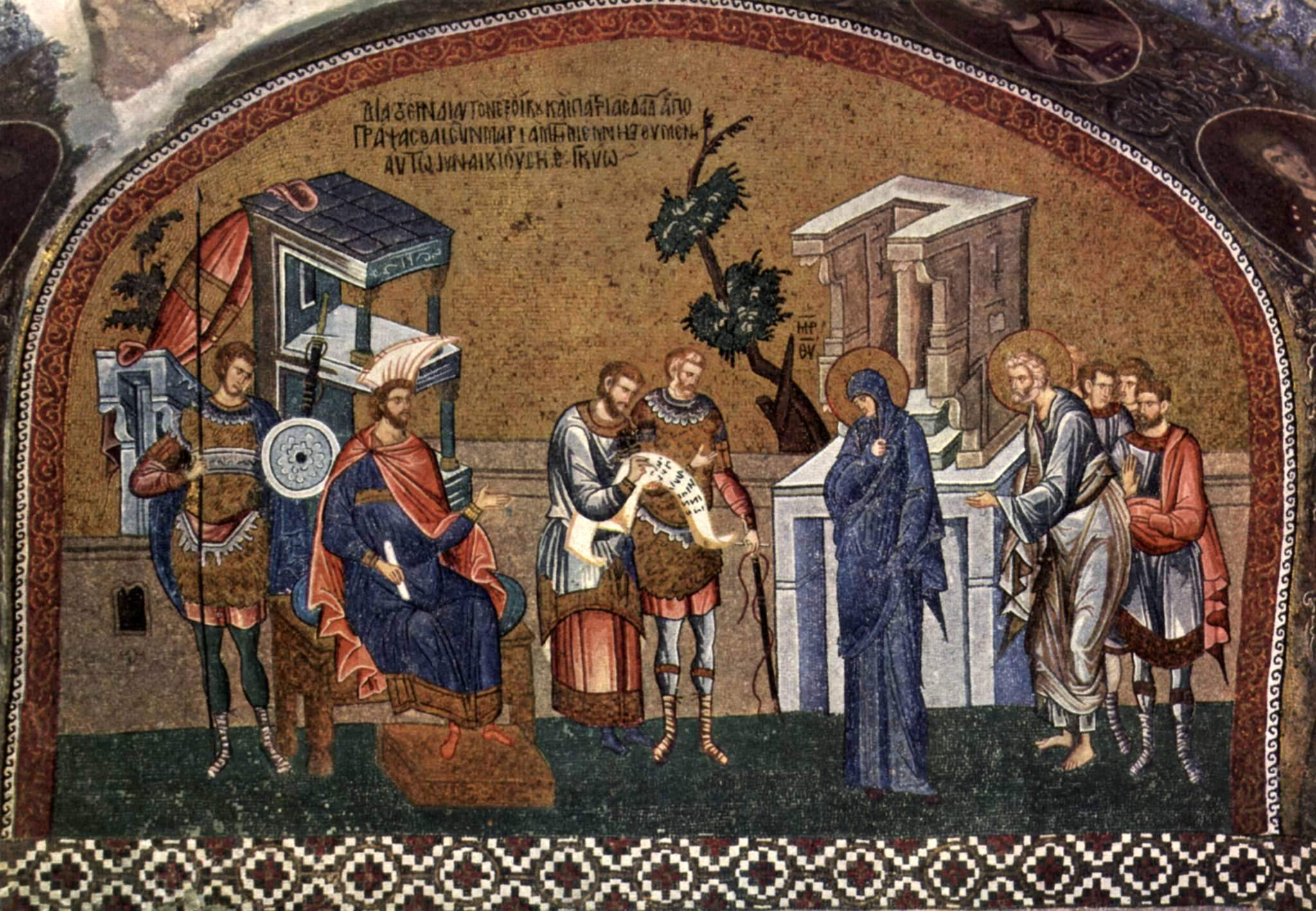
コーラ修道院のモザイク画（1315年から1320年）

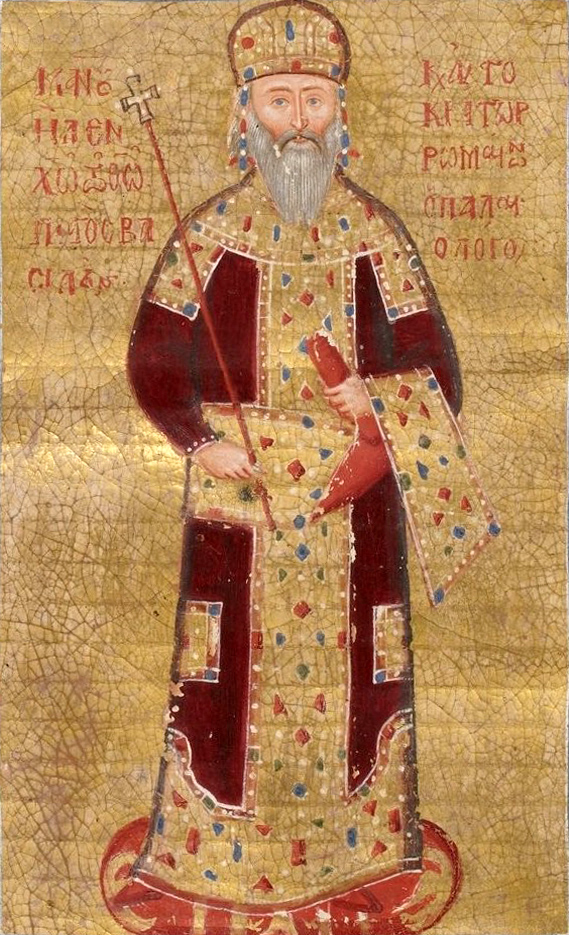
貝紫色の帝衣をまとった皇帝マヌエル2世

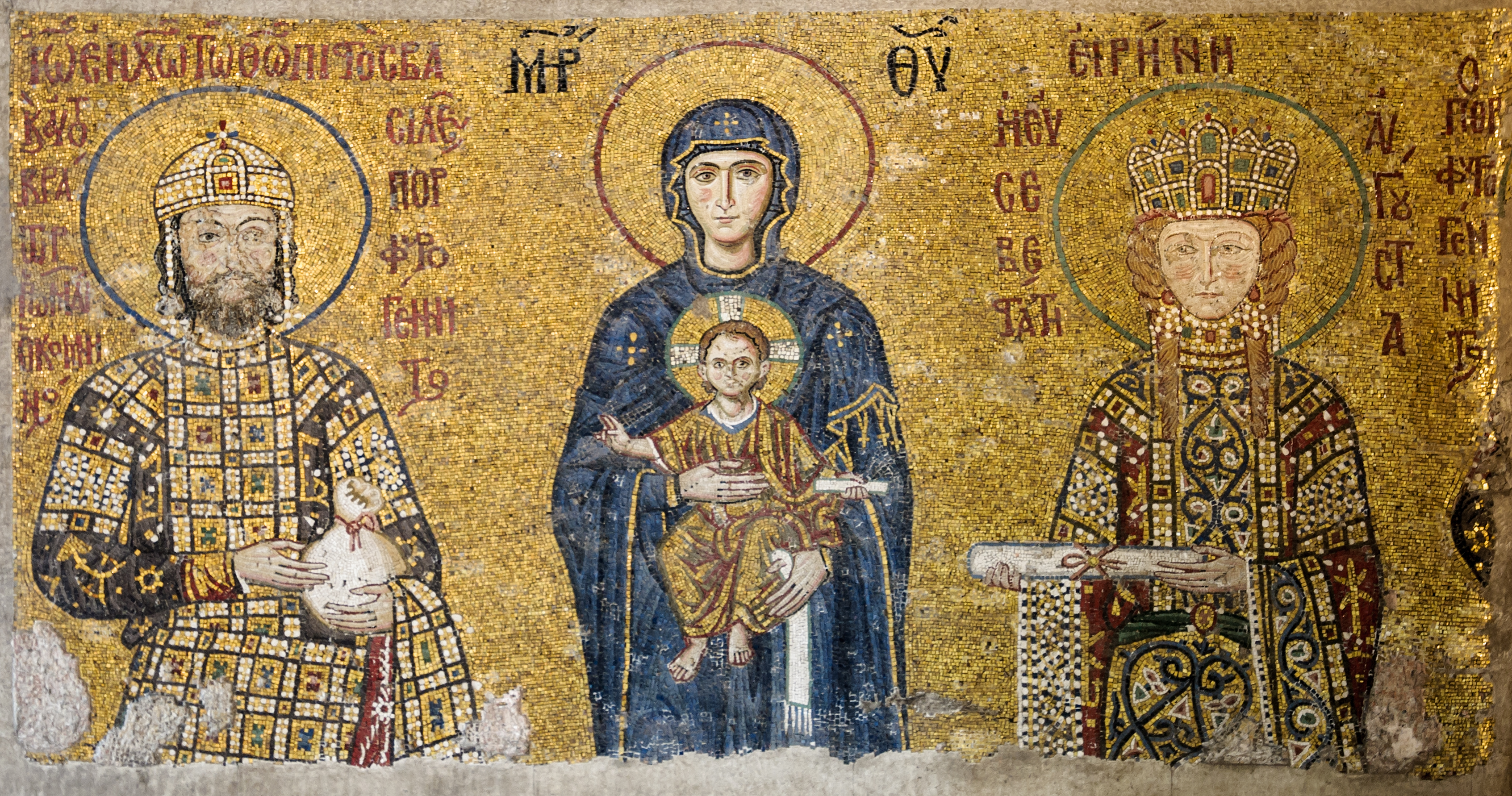
ハギア・ソフィア大聖堂にある聖母子と皇帝ヨハネス2世・皇后エイレーネー（右）のモザイク画

ビザンツの服飾の特徴としては、かつて古代ローマの公服だったトガの衰退と宝石や黄金、紋織の流行が挙げられる。
トガは有名無実の名誉職となった執政官の象徴として残ったが、6世紀のユスティニアヌス1世の頃にはほぼ消滅した。
身分標識となる外衣として、パルダメントゥムという貴族のみが用いるマントがトガに代わった。トガはロールムという豪華に装飾を施した布帯としてわずかに痕跡を留めた。
ビザンツの服飾文化は基本的にローマ帝国末期のダルマティカをほぼ踏襲したが、前時代の上流階級の衣装が基本的に無地のウールだったのに比べて、ビザンツの服飾では綴れ織りの技術が飛躍的に発達している。
綴れ織りの技術は「コプト織」という麻毛混織の綴れ織りを考案したコプト人が広めていた。
エジプト風の豪華な衿型首飾りやペルシア風の意匠が施された装飾品など、異民族の文化が大規模に流入していたことがうかがえる。
前時代には野蛮と考えられていたゲルマン人達のズボン型衣服も広く着用されるようになっていた。
上流階級には金糸刺繍や宝石を縫いつけた衣装が流行し、緩やかな襞を取った衣装は影をひそめて厚い生地に細かく刺繍が施された強張った衣装となった。
また、キリスト教の聖職者の制服にあたる法服が生まれたのもこの頃である。

## 男子の衣装
ビザンツの服飾は基本的に前時代のものをそのまま踏襲した。
世俗世界の服装、特に庶民層の服飾についての資料はほとんどない。

### 一般庶民
肌着となるチュニックの上にダルマティカを重ねた。
ダルマティカは女性のものより短いとはいえ、おそらく膝下丈より長いものであった。
上着としてはパリウムという巻き布を用いていたと考えられている。
この服飾は西欧の王族に盛んに真似られ、大流行した。
前時代にゲルマン人達が着ていたチュニックが「尻が見える衣装」と評されていたことからして、ゲルマン人は元々尻丈ほどのごく短いチュニックを着ていたものと思われる。

### 上流階級
貴族は上流階級の証としてパルダメントゥムをまとった。
長方形もしくは台形の上等なウール製であり、右肩でブローチで留めて着るもので、前時代に高級軍人の衣装として着用されていたものが貴族の衣服として引き継がれた。
パルダメントゥムには、左右に刺繍を施すなど豪華なタブリオンという四角いアップリケが施されていた。
正装にはロールムを肩から体の正面にY字に巻いていた。
また、シュペルユメアルという錦織の飾り襟も身につけられている。

### 皇帝
皇帝や皇后の衣服はティルス名産であった貝紫色で染められていた。
頭には月桂冠ではなく、ダイヤモンドを飾り真珠の紐をつけたペルシア風のディアデムという帝冠を被る。
足にはサンダルを履くが、これもペルシア産の子羊の皮で作られた赤や黄色のサンダルであった。

## 女子の衣装
キリスト教の国教化の後、身分の上下を問わずダルマティカが着られるようになった。
世俗の庶民の服装についての資料は非常に少ないが、上流階級の男性に比べて変化は少ないものと思われる。
上流階級においては、衣装そのものは男性よりもやや保守的だが豪華さにおいては男性のそれを凌いでいた。
教義のために、体の線を出す服装は嫌われて長い袖の肌着にゆったりした上衣を着て肌を表すことがなくなった。
また、外出時にヴェールで髪や顔を覆うことも中流階級以上で一般的になった。

### 一般庶民
幅の狭い長袖のチュニックの上に、肩から腕を小型のブローチで留めるストーラか踝丈の広袖チュニックであるダルマティカを重ねて着ていた。
チュニックの腰にはベルトを締め、外套としてパルラという一枚布を纏った。

### 上流階級
黄金と宝石がふんだんに用いられたビザンツの服飾は西欧の王族たちの憧れの的であった。
イヤリング、ネックレス、指輪、ブローチ、腕輪などが黄金と宝石で作られたほか、黄金のベルトなども使われていた。
貴婦人の間では古代エジプトで使われていたような大きな衿型の首飾りが流行したようだ。
髪はターバン型に大きく結い、様々な冠型の髪飾りが流行した。
正装にはパタギウムという布帯を掛けた。